# Rudy Getzinger
Rudy Getzinger (* 9. April 1943 in Sremska Mitrovica) ist ein ehemaliger donauschwäbischstämmiger US-amerikanischer Fußballspieler.

## Werdegang
Getzinger begann im Alter von sechs Jahren mit dem Fußballspielen in Österreich, 1958 wanderte er mit seiner Familie als Teenager nach Chicago aus. Dort schloss er sich dem Schwaben AC an, mit der er in der regionalen Meisterschaftsserie National Soccer League antrat und 1963 und 1967 jeweils den Titel gewann. 1964 gewann er mit der Mannschaft zudem den landesweit ausgetragenen National Amateur Cup, den seinerzeit höchsten Titel im US-Fußball. Nachdem mit Schaffung der North American Soccer League 1968 die regionalen Meisterschaften sukzessive an Bedeutung verloren, wechselte er 1975 zu Chicago Sting in die NASL. Dort lief er noch zwei Spielzeiten auf und erzielte in 19 Spielen ein Tor.
Getzinger trat mit der US-Auswahl in den Qualifikationsturnieren zu den Olympischen Sommerspielen 1968 sowie 1972 an. Im zweiten Anlauf schaffte er die Qualifikation, gehörte aber im Sommer 1972 nicht zum für Kader für die Spiele in München, bei der die Mannschaft ohne Torerfolg als Gruppenletzte frühzeitig ausschied. Eine Woche vor Turnierbeginn hatte er am 20. August des Jahres sein Debüt für die A-Nationalmannschaft gefeiert, bei der 2:3-Niederlage gegen  Kanada erzielte er sein einziges Länderspieltor. Bis zu seinem letzten Nationalmannschaftsauftritt bei der 0:1-Niederlage gegen Haiti im November des folgenden Jahres bestritt er insgesamt acht A-Auswahlspiele.
1991 wurde Getzinger in der Kategorie „Spieler“ in die National Soccer Hall of Fame aufgenommen.